# Zamin Uthukuli
Zamin Uthukuli é uma panchayat (vila) no distrito de Coimbatore, no estado indiano de Tamil Nadu.

## Demografia
Segundo o censo de 2001, Zamin Uthukuli tinha uma população de 14,871 habitantes. Os indivíduos do sexo masculino constituem 50% da população e os do sexo feminino 50%. Zamin Uthukuli tem uma taxa de literacia de 68%, superior à média nacional de 59.5%: a literacia no sexo masculino é de 75% e no sexo feminino é de 61%. Em Zamin Uthukuli, 11% da população está abaixo dos 6 anos de idade.